# ルウェリン・デイヴィス家の息子たち
デイヴィス家の息子たちまたはルウェリン・デイヴィス家の息子たち(Davies boys, Llewelyn Davies boys [luːˈɛlɪn ˈdeɪvɪs]) は、アーサー・ルウェリン・デイヴィス(1863年–1907年)とシルヴィア・ルウェリン・デイヴィス(1866年–1910年)の息子たち。一家は普段は「デイヴィス」を名乗り、公的な場では「ルウェリン・デイヴィス」を名乗っていた。シルヴィアは、フランス生まれの漫画家および作家のジョージ・デュ・モーリアの娘で、俳優のジェラルド・デュ・モーリエの姉である。ジェラルドの娘で作家のダフニ・デュ・モーリエにとってディヴィス家の息子たちはいとこにあたる。ジェームス・マシュー・バリーはデイヴィス家の息子たちからピーター・パンの着想を得て、登場人物には彼らの名前を付けられたものもある。
デイヴィス夫妻没後、バリーはデイヴィス家の息子たちの後見人となり、その後デイヴィス家の息子たちはバリーの執筆活動に関わっていった。年長のジョージ、ジャック、ピーターは第一次世界大戦に出兵した。ジョージは戦死、マイケルは溺死で20代前半で亡くなり、ピーターは63歳で自殺した。デイヴィス家の息子たちの幼少期は『The Lost Boys 』、『ネバーランド』で描かれている。
デイヴィス家の息子たち:
- ジョージ (1893年–1915年)
- ジョン(愛称ジャック) (1894年–1959年)
- ピーター (1897年–1960年)
- マイケル (1900年–1921年)
- ニコラス(愛称ニコ) (1903年–1980年)

## 子供時代

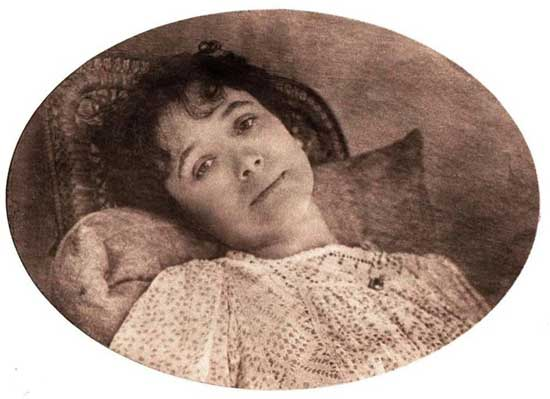
デイヴィス家の息子たちの母シルヴィア

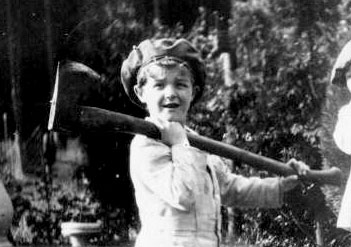
『The Boy Castaways 』より、7歳のジャック

ロンドンのパディントンおよびノッティング・ヒルでデイヴィス家の息子たちは生まれ育った。両親は法廷弁護士で、使用人のいる中流階級の家庭で暮らしていた。1897年、ジョージ、ジャック、赤ん坊であったピーターがナニーのメアリー・ホグソンと共にケンジントン・ガーデンズに出掛けた際、脚本家で小説家のジェームス・マシュー・バリーと出会い友人となった。当初バリーは飼い犬ポーソスと踊ったり、耳や眉を動かすなどおどけて少年たちを楽しませていたが、物語を話して聞かせるようになり少年たちはバリーを慕うようになった。会う機会も増え、「ジムおじさん」と呼ぶようになった。
ケンジントン・ガーデンズやデイヴィス邸で会うのみならず、バリーは別荘のブラック・レイク・コテージにデイヴィス一家を招待し、バリーが創作したある島での冒険や海賊たちの戦いを描いた戯曲『The Boy Castaways 』をジョージ、ジャック、ピーターが演じて写真絵本を制作した。バリーは少年たちから、『小さな白い鳥』に初登場したピーター・パン、1904年の戯曲『ピーター・パンあるいは大人になりたがらない少年』および不朽の名作となった1911年の小説『ピーター・パンとウェンディ』に登場するロスト・ボーイズおよびウェンディの弟の創作に大いに着想を得た。
バリーの戯曲『ピーター・パンあるいは大人になりたがらない少年』が初演された1904年、デイヴィス家はロンドンからハートフォードシャーのバーカムステッドにあるエリザベス朝様式のイーガートン・ハウスに転居した。

## デイヴィス夫妻の死後

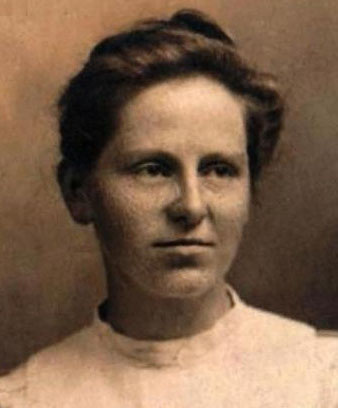
ナニーのメアリー・ホグソン

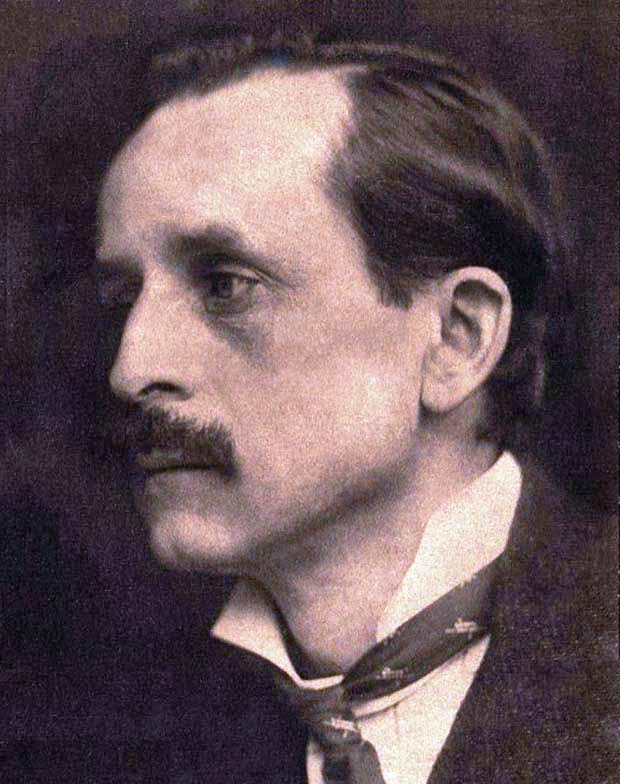
後見人となったジェームス・マシュー・バリー

1907年、イーガートンにて父アーサーが唾液腺肉腫で亡くなり、母シルヴィアは息子たちを連れてロンドンに戻ったが、1910年、肺癌で亡くなった。夫妻の病気の進行に伴い、バリーは経済的支援を含み、一家とより関わるようになっていった。シルヴィアが亡くなると、バリーはシルヴィアの母エマ・デュ・モーリエ、シルヴィアの兄ガイ・デュ・モーリエ、アーサーの兄弟コンプトン・ルウェリン・デイヴィスと共に少年たちの管財人および保護者となった。メアリー・ホグソンはナニーを続けたが、バリーとの不和、ジャックの妻との対立が深まり、少年たちが10代、20代となったのを機に辞職した。小説家および脚本家として成功していたバリーは裕福だったため少年たちが独立するまで住居、教育、経済的支援を施した。
第一次世界大戦に突入し、すでにイギリス海軍に入隊していたジャック、イギリス陸軍に志願したジョージとピーターは出兵した。1915年、ジョージは戦地で亡くなった。1921年、マイケルはオックスフォード大学で親友と共に溺死した。1960年、ピーターはいくつになっても「本物のピーター・パン」と呼ばれることに辟易し、個人的トラブルも相まって自殺した。

## バリーとの関係
少年たちのバリーとの関係性は多様であった。ジョージとマイケルはバリーととても親しく、2人の死はバリーに大きく影響した。ジャックは、父アーサーが病気になると父親の座をバリーが奪ったように感じて若干の敵意を持った。ピーターはどちらの感情も持ち合わせていたが、ニコはバリーを慕っていた。
現代において、バリーと少年たちとの性的関係が疑われることがあるが、証拠もないばかりか当時疑われたこともなかった。父アーサーがバリーと少年たちとの関係でトラブルになったことはあるが、それは父親として息子たちとの関係を邪魔されたと感じたことであり、性的なことではなかった。ニコは成人後、バリーによる不適切な行為や意図は全くなかったと語った。1978年、アンドリュー・バーキンによる伝記において、ニコは「ジムおじさんが男性、女性、子供、誰に対しても不適切な行為があったとは全く考えられない」「彼は純朴で、だからこそ『ピーター・パン』が書けた」と語った。1976年、10代の頃マイケルと親友であったバイセクシャルの保守党議院ロバート・ブースビーはインタビューにおいてマイケルとバリーの関係は不健全だったと語ったが、性的な意味合いに関しては否定した。

## メディア
1978年、BBCはミニシリーズ『The Lost Boys 』を制作し、英国映画テレビ芸術アカデミー賞、王立テレビ協会賞を受賞した。アンドリュー・バーキンが脚本を担当し、イアン・ホルムがバリー役、アン・ベルがシルヴィア役、ティム・ピゴット＝スミスがアーサー役を演じた。デイヴィス家とバリーの関係について、出会いからマイケルの溺死まで史実に基づき脚色され制作された。少年たちは年齢によって様々な俳優が演じた。バーキンは同様の内容で伝記『J. M. Barrie & the Lost Boys 』を執筆した。
2004年11月、バリーと少年たちとの関わりについてのセミ・フィクション映画『ネバーランド』が公開された。 ジョニー・デップがバリー役、ケイト・ウィンスレットがシルヴィア役を演じた。出会いから演劇初演までを短くまとめており、父アーサーはすでに亡くなり、ニコは実際はこの間に生まれているが、最後に幼児として登場するのみであった。少年たちにはニック・ラウドがジョージ役、ジョー・プロスペロがジャック役、フレディ・ハイモアがピーター役、ルーク・スピルがマイケル役を演じた。2012年、舞台化され、ミュージカル『ファインディング・ネバーランド』が上演された。